# Brigitte Stein
Brigitte Stein est une actrice allemande.

## Filmographie
- 1969 : Wenn Täubchen Federn lassen
- 1969 : Ehepaar sucht gleichgesinntes : Liane
- 1971 : Wer zuletzt lacht, lacht am besten (de) : Claudia
- 1972 : Jetzt nicht, Liebling (téléfilm) : Sue Lawson
- 1974 : Ay, ay, Sheriff (téléfilm)
- 1974 : Les bidasses s'en vont en guerre : fille de Paulette
- 1974 : Sadsacks Go to War
- 1975 : Gestern gelesen (série télévisée) : Eva
- 1975 : Wie würden Sie entscheiden? (de) (série télévisée)
- 1975 : Bitte keine Polizei (série télévisée) : Stéphanie
- 1976 : The Outsiders (série télévisée) : Lyn Galloway
- 1977 : Die Fälle des Herrn Konstantin (série télévisée) : Inge Brand
- 1977 : Frauenstation : doctoresse Holger
- 1977 : Les Années d'illusion (mini-série)
- 1977 : Ein Abend im Salon der Marie d'Agoult (téléfilm)
- 1978 : Triangle of Lust : Maud
- 1981 : Patrizia : la cousine et amante de Patricia